# Elizabeth Williams
Elizabeth Olatayo Williams (Colchester, 23 giugno 1993) è una cestista statunitense con cittadinanza nigeriana, professionista nella WNBA.

## Carriera
È stata selezionata dalle Connecticut Sun al primo giro del Draft WNBA 2015 (4ª scelta assoluta).
Con gli Stati Uniti ha disputato i Campionati americani del 2019.

## Statistiche

### College
| Anno      | Squadra          | PG  | PT  | MP   | TC%  | 3P%  | TL%  | RP  | AP  | PRP | SP  | PP   |
| --------- | ---------------- | --- | --- | ---- | ---- | ---- | ---- | --- | --- | --- | --- | ---- |
| 2011-2012 | Duke Blue Devils | 33  | 33  | 30,5 | 48,6 | 50,0 | 60,7 | 7,8 | 1,6 | 1,5 | 3,5 | 14,0 |
| 2012-2013 | Duke Blue Devils | 36  | 32  | 29,5 | 50,8 | 0,0  | 69,5 | 7,3 | 1,3 | 1,1 | 3,0 | 15,2 |
| 2013-2014 | Duke Blue Devils | 35  | 34  | 30,5 | 52,6 | -    | 56,3 | 7,6 | 2,2 | 1,3 | 3,1 | 13,8 |
| 2014-2015 | Duke Blue Devils | 32  | 31  | 32,0 | 48,8 | -    | 59,9 | 9,0 | 2,5 | 1,5 | 3,0 | 14,5 |
| Carriera  | Carriera         | 136 | 130 | 30,6 | 50,2 | 33,3 | 61,9 | 7,9 | 1,9 | 1,4 | 3,1 | 14,4 |

### WNBA

#### Regular Season
| Anno     | Squadra         | PG  | PT  | MP   | TC%  | 3P% | TL%  | RP  | AP  | PRP | SP  | PP   |
| -------- | --------------- | --- | --- | ---- | ---- | --- | ---- | --- | --- | --- | --- | ---- |
| 2015     | Connecticut Sun | 21  | 0   | 11,7 | 52,8 | -   | 56,0 | 3,2 | 0,4 | 0,3 | 0,9 | 3,3  |
| 2016     | Atlanta Dream   | 34  | 34  | 34,7 | 44,2 | 0,0 | 69,2 | 8,1 | 1,2 | 0,8 | 2,3 | 11,9 |
| 2017     | Atlanta Dream   | 34  | 34  | 31,4 | 48,5 | 0,0 | 65,9 | 7,2 | 1,4 | 1,1 | 2,0 | 10,4 |
| 2018     | Atlanta Dream   | 33  | 32  | 26,8 | 54,8 | -   | 56,3 | 5,8 | 1,4 | 0,8 | 1,8 | 9,1  |
| 2019     | Atlanta Dream   | 32  | 32  | 28,4 | 45,5 | -   | 73,2 | 6,5 | 1,2 | 0,8 | 1,7 | 9,3  |
| 2020     | Atlanta Dream   | 22  | 22  | 29,4 | 48,9 | -   | 74,2 | 5,7 | 1,4 | 0,8 | 1,4 | 10,1 |
| 2021     | Atlanta Dream   | 32  | 32  | 23,8 | 51,6 | -   | 50,9 | 4,9 | 1,2 | 1,1 | 1,3 | 5,8  |
| 2022     | Wash. Mystics   | 30  | 0   | 14,9 | 48,2 | -   | 58,1 | 3,8 | 0,5 | 0,6 | 0,6 | 5,4  |
| 2023     | Chicago Sky     | 40  | 40  | 29,7 | 51,4 | -   | 63,0 | 5,8 | 2,5 | 1,3 | 1,5 | 9,8  |
| 2024     | Chicago Sky     | 9   | 9   | 27,7 | 48,7 | -   | 66,7 | 7,0 | 1,6 | 1,7 | 1,7 | 10,0 |
| Carriera | Carriera        | 287 | 235 | 26,0 | 48,9 | 0,0 | 64,6 | 5,9 | 1,3 | 0,9 | 1,6 | 8,6  |

#### Playoffs
| Anno     | Squadra       | PG | PT | MP   | TC%  | 3P% | TL%  | RP   | AP  | PRP | SP  | PP   |
| -------- | ------------- | -- | -- | ---- | ---- | --- | ---- | ---- | --- | --- | --- | ---- |
| 2016     | Atlanta Dream | 2  | 2  | 38,5 | 38,1 | -   | 77,8 | 12,5 | 1,5 | 0,5 | 2,5 | 11,5 |
| 2018     | Atlanta Dream | 5  | 5  | 31,4 | 51,1 | -   | 54,5 | 8,8  | 1,0 | 0,6 | 1,2 | 10,8 |
| 2022     | Wash. Mystics | 2  | 0  | 5,5  | 100  | -   | 25,0 | 1,0  | 0,0 | 0,0 | 0,5 | 2,5  |
| 2023     | Chicago Sky   | 2  | 2  | 33,0 | 28,6 | -   | 0,0  | 10,0 | 3,0 | 0,5 | 2,0 | 4,0  |
| Carriera | Carriera      | 11 | 9  | 28,3 | 45,2 | -   | 56,0 | 8,3  | 1,3 | 0,5 | 1,5 | 8,2  |

## Palmarès
- WNBA Most Improved Player (2016)
- WNBA All-Defensive First Team (2020)
- WNBA All-Defensive Second Team (2023)